# Somogyi József (szobrász)
Somogyi József (Félszerfalva, 1916. június 9. – Budapest, 1993. január 2.) Kossuth-díjas magyar szobrászművész, a Képzőművészeti Főiskola tanára, 1974–1987 között rektora.

## Életpályája
A szülőfaluból elkerülve ifjúságát Rárón (ma Ásványráró része) töltötte, ahol édesanyja postamester volt.
Középiskoláit Győrben a Czuczor Gergely Bencés Gimnáziumban majd Pápán a református kollégiumban végezte, (1935–1936) Aba-Novák Vilmos Szabadiskoláján tanult. (1936–1941) között a Magyar Képzőművészeti Főiskolán folytatta tanulmányait, majd itt diplomázott.
Mesterei: Réti István, Kontuly Béla, Kisfaludi Strobl Zsigmond. Jogásznak készült, de a művészet felé fordult. 1940-ben a Szinyei Társaság tavaszi szalonján Örvös medve című alkotása kitüntető elismerést kapott. 1945–1963 között a Képző- és Iparművészeti Gimnázium, 1963-tól 1993-ig a Magyar Képzőművészeti Főiskola tanára, 1974 és 1987 között rektora volt. A háború utáni szobrásznemzedék jelentős tagja.
Széles körű közéleti tevékenységet folytatott. Tanári tevékenysége mellett politikusként országgyűlési képviselő, az Elnöki Tanács tagja és mindezek mellett a református egyház presbitere is volt.

## Munkássága

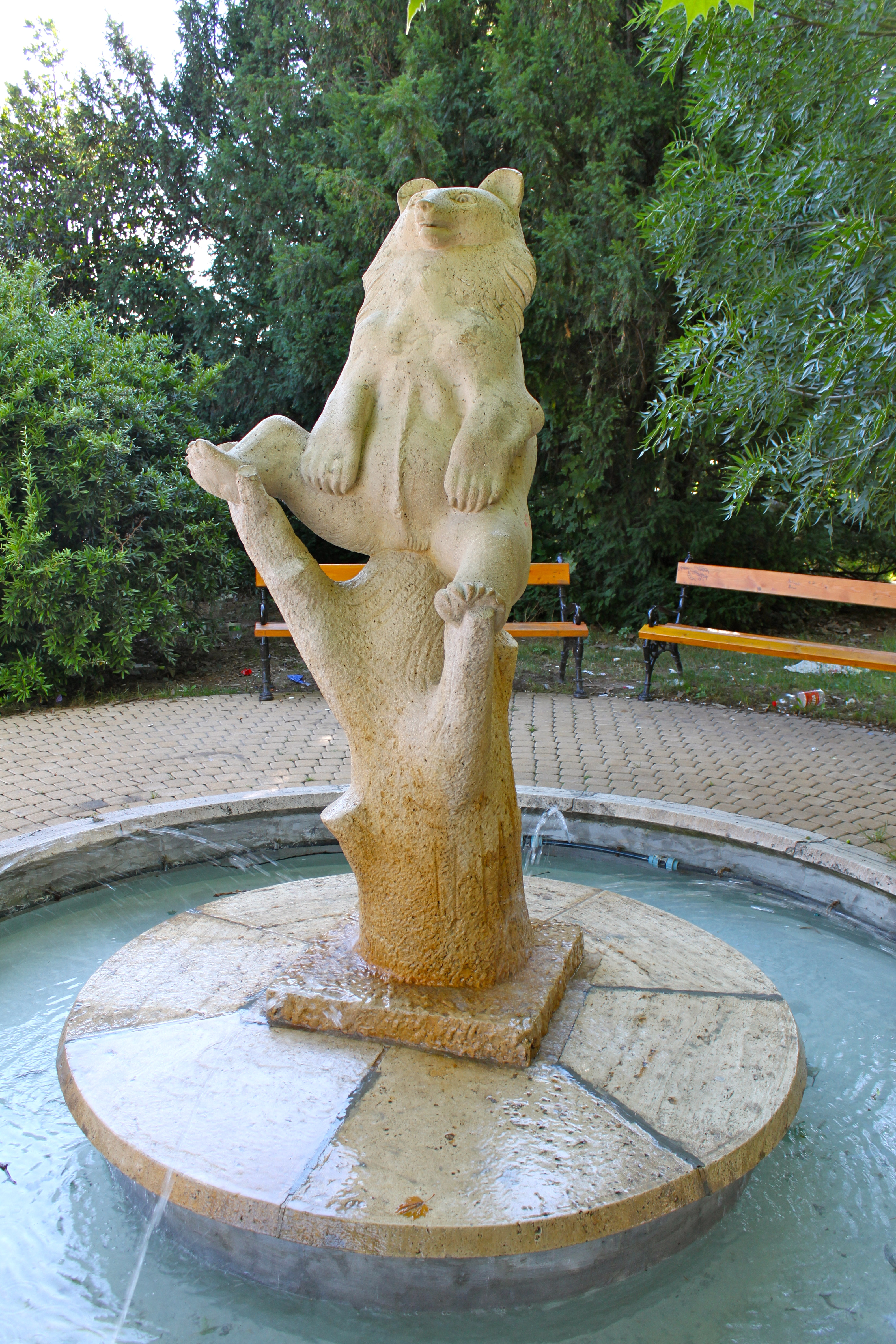
Az öntelt mackó (Dunaújváros, akkori Dunapentele, 1950)

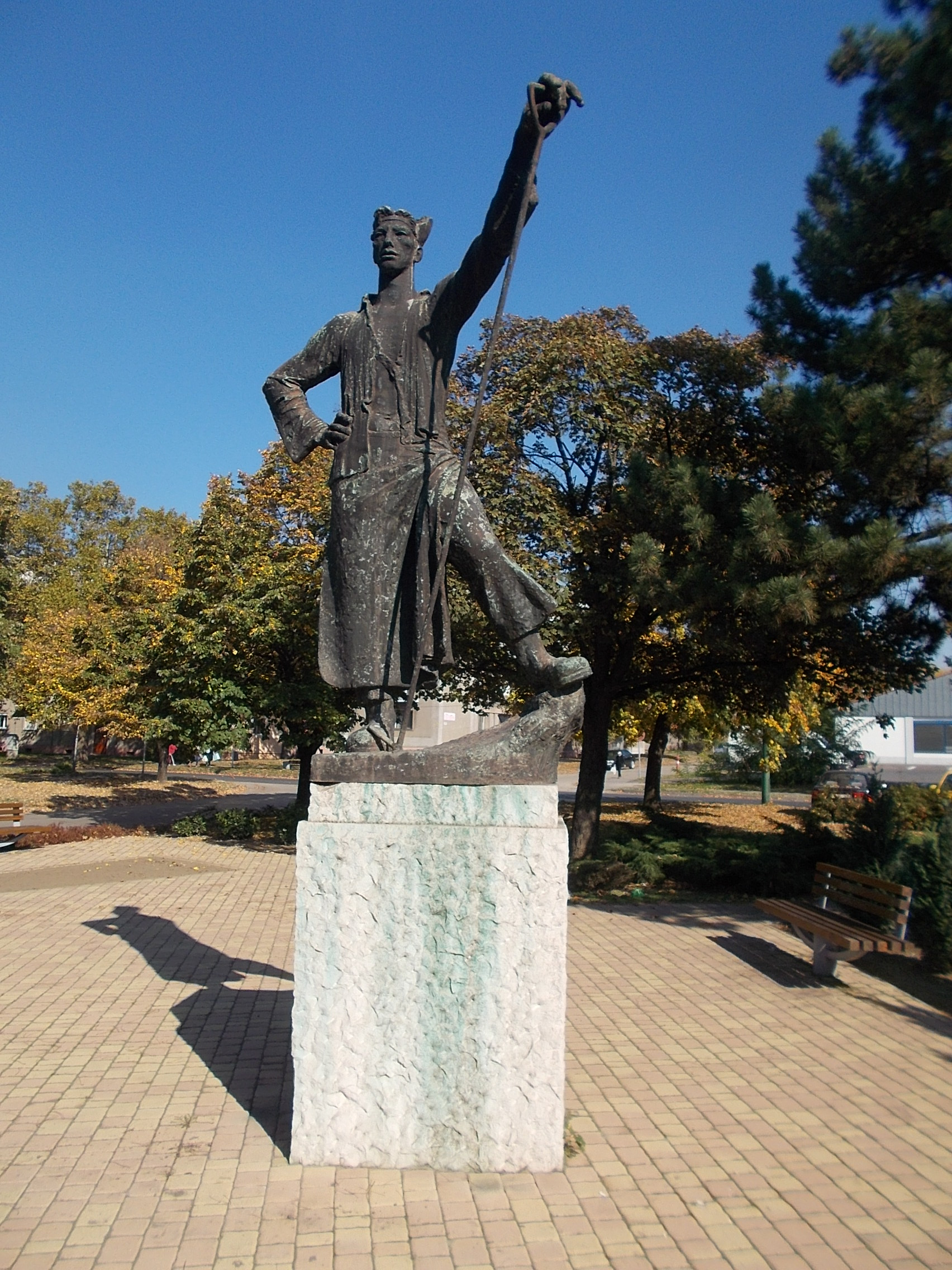
Martinász (Dunaújváros, 1960)

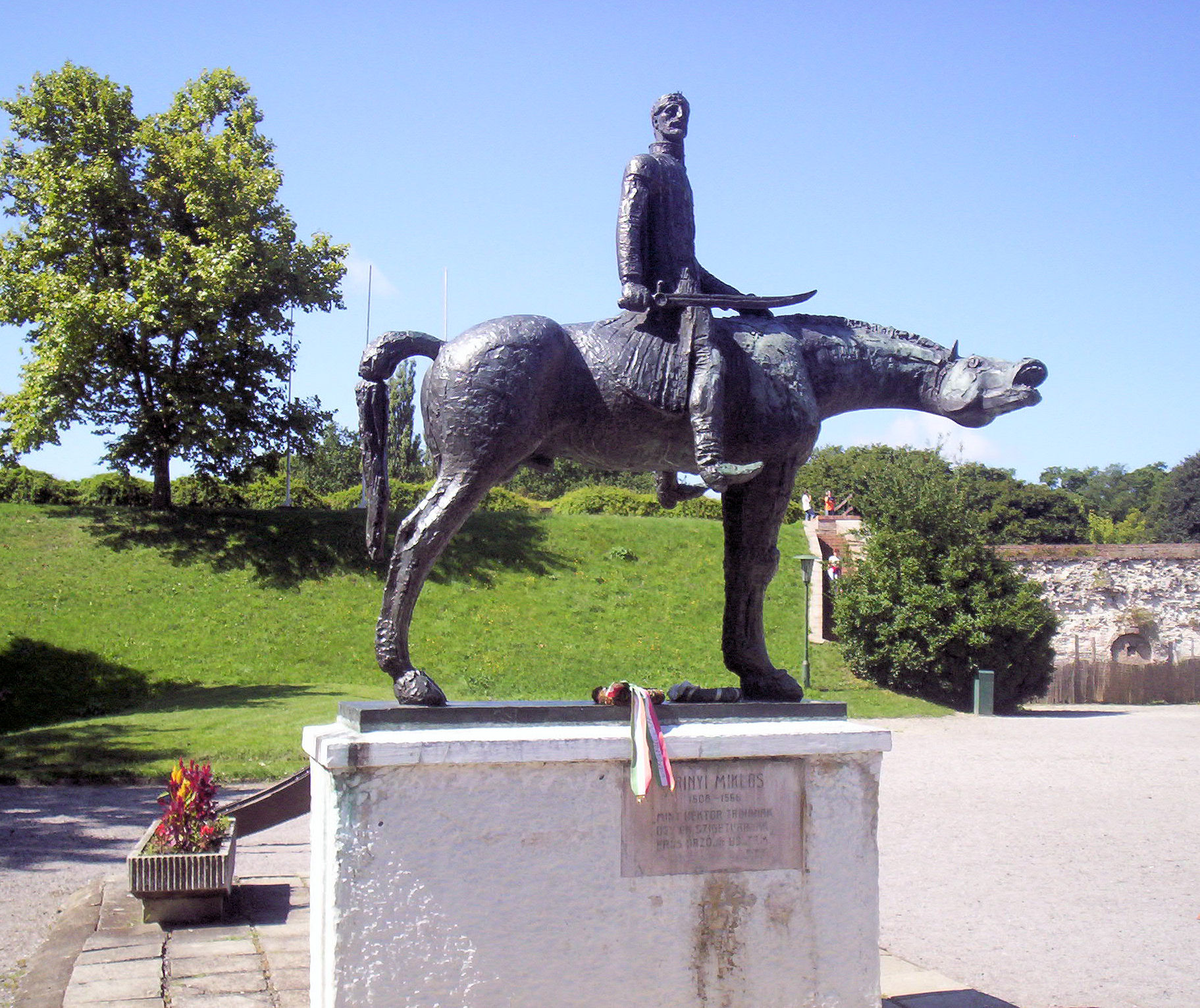
Zrínyi Miklós (Szigetvár, 1968)

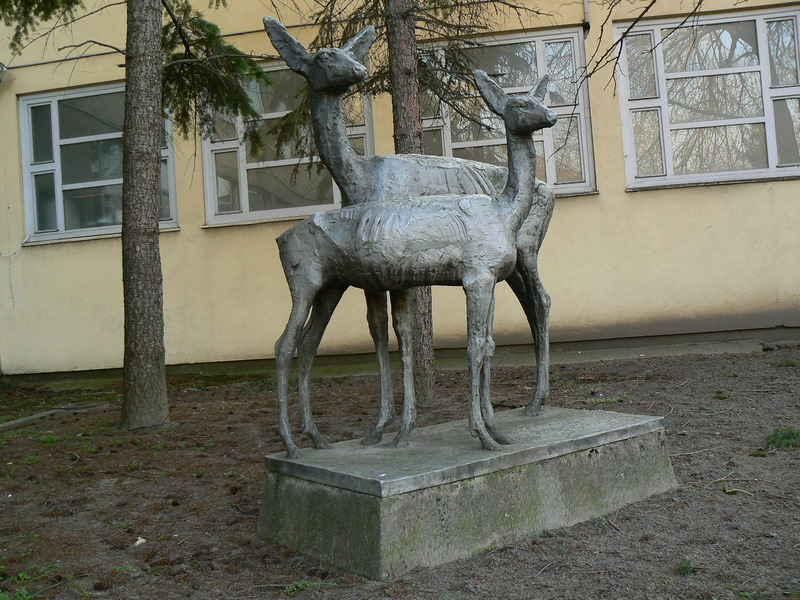
Őzek (Szeged, 1968)

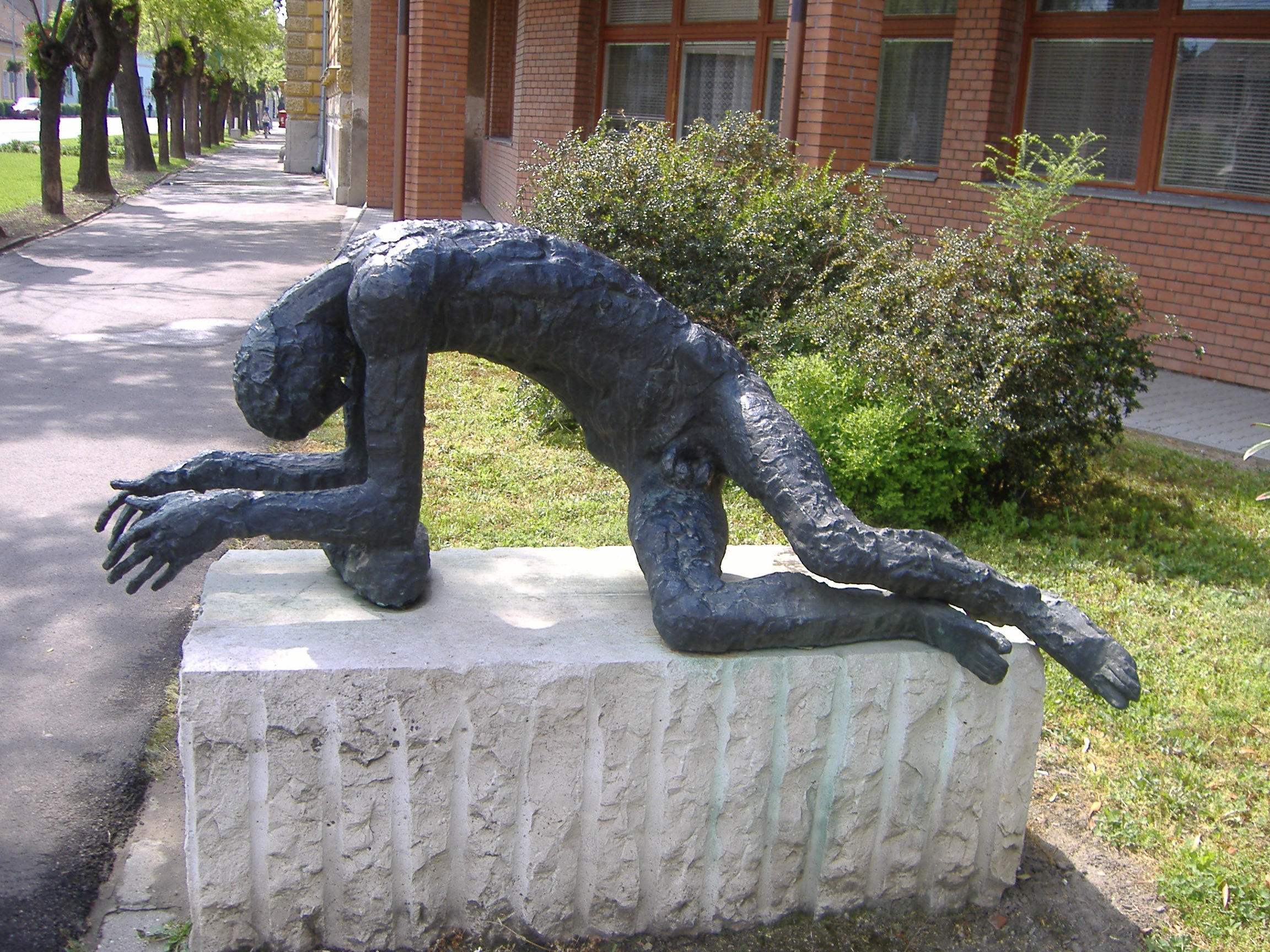
Megfáradt ember (Makó, 1983)

Első kiállításán 13 éves korában, Győrben megismerkedett Borsos Miklóssal. Már korai, az 1940-es években alkotott állatszobraival szakmai figyelmet keltett. Első kiemelkedő, korszakjelző műveként az 1953-ban megformált Martinász valósult meg, amely csak hét évvel később kerülhetett Dunaújvárosban köztérre. AZ 1960-as évek alkotásaival, elsősorban a budapesti Mednyánszky-síremlékkel, a hódmezővásárhelyi Szántó Kovács János emlékművel, a szigetvári Zrínyi Miklós lovasszoborral az 1945 utáni monumentális szobrászat természetelvű, figuratív ágazatának fontos alkotásait hozta létre. Szobrászatának lényeges jellemzője a vázszerűség, a szerkesztettség. Az alakjait átható mély érzelmi töltetet expresszív kifejezés, a felületkezelés rusztikussága hordozza. A megrendelésre készült, köztérre került, mintázással komponált, bronzból kivitelezett alkotások mellett az életmű fontos részét alkotják a terrakotta világi és szakrális körplasztikák, a bronz kisplasztikák, a domborművek és az érmek, valamint a változatos technikával készült rajzok együttese. Az állatszobrai, a falusi és bibliai jelenetei, a szőlőprésidézetek, a korpuszok és pieták, lírai érzelmek és drámai indulatokkal töltöttek. Műveit fölényes formabiztonság, a valóság szenvedélyes megismerésére és visszaadására való törekvés jellemzi. Alkotásai a belső dinamizmust és drámai erőt sugároznak. Tihanyban lévő háza második otthona volt, ahol közel került a természethez, erőt gyűjtött az alkotáshoz. A Belső-tó partján fiatal művészek számára művésztelepet létesített, ahol diákjait oktatta.

## Családja
Felesége rajzot oktatott. Két leányuk született, Somogyi Mária (Borbála), aki a Képzőművészeti Szakközépiskolában és a BÁV-nál oktatott, és Somogyi Ágnes (Magdolna), aki általános iskolai tanítónő volt Budapest III. kerületében, Csillaghegyen.

## Kiállítások

### Csoportos kiállítások (válogatás)
- 1948 Közösségi művészet felé, Képzőművészek Szabad Szakszervezete, Budapest
- 1950–1965 1–10. Magyar Képzőművészeti kiállítás, Műcsarnok, Budapest
- 1970 XXXV. velencei biennále, Velence (Hincz Gyulával)
- 1978 Műcsarnok, Budapest (Reich Károllyal)
- 1971 III. Országos Kisplasztikai Biennále, Pécs, Új Művek, Műcsarnok, Budapest
- 1975 Jubileumi Képzőművészeti kiállítás, Műcsarnok, Budapest
- 1978 Magyar szobrászati kiállítás, Műcsarnok, Budapest.
- 1978 Műcsarnok, Budapest (Reich Károllyal)

### Egyéni kiállítások (válogatás)
- 1946, 1947, 1948 Fővárosi Népművelési Központ
- 1971 Budapesti Történeti Múzeum, Budapest
- 1972 Helikon Galéria, Budapest
- 1973 Medgyessy Terem, Hódmezővásárhely, Tokaj
- 1974 Balassagyarmat
- 1977 Hatvani Galéria, Hatvan
- 1979 Újpalota, Budapest
- 1983 Műcsarnok, Győr
- 1985 Gózon I. Művelődési Központ, Kiskunhalas
- 1986 Káptalant, Sopron
- 1998 Református Kollégium, Pápa

### Emlékkiállítások (válogatás)
- 1994 Pápa, Szent Mihály-bazilika, Veszprém
- 1996 Bencés Apátsági Múzeum, Tihany, Mestermű Galéria, Veszprém, Ásványráró
- 1997 Mester és tanítványai, Hadtörténeti Múzeum, Budapest

## Díjak, kitüntetések (válogatás)
- 1954 Kossuth-díj
- 1956 Munkácsy Mihály-díj
- 1958 Világkiállítás Nagydíja, Brüsszel (a Táncolók című, Kerényi Jenővel közösen alkotott műért)
- 1965 Tornyai-plakett
- 1966 Érdemes művész
- 1970 Kiváló művész
- 1971 III. Nemzetközi Kisplasztikai Biennálé díja
- 1976 Munka Érdemrend arany fokozata
- 1978 Madách-díj, Salgótarján
- 1981 SZOT-díj
- 1982 Budapest Székesfőváros Pro Arte díja
- 1986 Magyar Népköztársaság Zászlórendje
- 1991 Magyar Művészetért díj

## Közélet
- 1968-tól 1977-ig a Magyar Képzőművészek és Iparművészek Szövetsége elnöke
- 1974-től 1978-ig az Elnöki Tanács tagja
- 1984-től 1992-ig a Magyarországi Református Egyház világi elnöke
- 1992-től a Magyar Művészeti Akadémia alapító és elnökségi tagja

## Alkotásai

### Köztéri művei
- 1948 Oroszlán, bronz, Budapest, Parlament
- 1950 Öntelt mackó, mészkő, Dunaújváros
- 1953 Martinász, bronz, felállítva 1960, Dunaújváros
- 1955 Bőség, Sopron
- 1955 Kubikos, bronz, Budapest, Bajza u.
- 1956 Béke, Kazincbarcika
- 1958 Dózsa-emlékmű, Cegléd, áthelyezve Kiskunfélegyházára
- 1958 Táncolók, (Kerényi Jenővel) Brüsszel, Világkiállítás
- 1959 Széchenyi-hegyi tv-adó, bronz relief, Budapest
- 1961 Madách Színház homlokzati szobrai, (Kiss Kovács Gyulával és Kerényi Jenővel, Budapest
- 1961 Krisztus, gipsz, Cserépváralja, római katolikus templom, lebontva
- 1963 Család, bronz, Budapest, Óbudai kísérleti lakótelep
- 1963 Pihenő, sportoló ifjúság, terrakotta dombormű, Szeged, Rákóczi tér 1.
- 1965 Szántó Kovács János, bronz, Hódmezővásárhely[1]
- 1965 Lány csikóval, bronz, Budapest, Gellérthegy
- 1965 Anyaság, bronz, Budapest, Török u.
- 1967 Felszabadulási emlékmű, bronz, Salgótarján
- 1967 Korpusz (bronz, 1967, Hollóháza)
- 1968 Őzek (bronz, 1968, Szeged, Felső-Tiszaparti Gimnázium)
- 1968 Zrínyi Miklós, bronz, Szigetvár
- 1968 Gólyák, bronz, Budapest, Textilgyári Óvoda
- 1968 kétfigurás kompozíció, bronz, Balatonőszöd, Minisztertanács Üdülője
- 1969 relief, bronz, Budapest, Pollack Mihály tér, Magyar Rádió
- 1970 Gladiátorok, bronz, Budapest, Budapesti Műszaki Egyetem
- 1970 Mednyánszky-síremlék, bronz, Budapest, Kerepesi temető
- 1971 Hárfás lány, bronz, Budapest, Óbudai Zichy-kastély
- 1971 Halászok, bronz, Siófok, szállodasor
- 1971 Fekvő figura, bronz, Baja, Városi Kórház
- 1972 Dózsa György, bronz, Cegléd, Kossuth tér[2]
- 1973 Petőfi Sándor, bronz, Pápa
- 1973 Csellós lány, bronz, Vácrátót, Botanikus kert
- 1974 Mihályfi Ernő-síremlék, bronz, Budapest, Kerepesi temető
- 1975 Felszabadulási emlékmű, bronz, 1975, Vác
- 1976 Szovjet hősi emlékmű, bronz, Miskolc
- 1976 Anya gyermekkel, bronz, Budapest, Kossuth téri metróállomás
- 1978 Dr. Pólya Jenő, pirogránit, 1978, Budapest, István Kórház)
- 1979 Aratók, bronz, Dunaújváros, Duna-part
- 1981 Bartók Béla portréemlékmű, bronz, Budapest, Feneketlen tó parkja
- 1981 Nagy László-emléktábla, bronz, Pápa, Petőfi Sándor Gimnázium
- 1983 Megfáradt ember, bronz, Makó, József Attila Múzeum előtt
- 1983 Nimród, bronz, Győr
- 1985 A fasizmus áldozatainak emlékműve, (Finta Józseffel),[3] bronz, bazalt, Budapest, Gesztenyés-kert
- 1986 II. Rákóczi Ferenc mellszobor, bronz, Tekirdag (Rodostó), Rákóczi-emlékhely
- 1986 II. Rákóczi Ferenc, bronz, Sárospatak, Várpark
- 1987 Három grácia, bronz, Veszprém, Kossuth Lajos u.
- 1988 Bessenyei György, mellszobor, bronz, Sárospatak
- 1988 Széchenyi István, bronz, Budapest, Széchenyi-rakpart
- 1988 Kocsi Csergő Bálint református prédikátor, bronz, Pápa
- 1990 Vörösmarty Mihály, bronz, Sopron
- 1990 Szent István, bronz, Szentistván telep
- 1992 A II. világháború áldozatainak emlékműve, bronz, Ásványráró
- 1992 Veres Péter portré, bronz, Budapest, Veres Péter Gimnázium

### Művei közgyűjteményekben
- Jókai Mór Művelődési Központ, Pápa
- Fővárosi Képtár, Budapest
- Magyar Nemzeti Galéria, Budapest
- Somogyi József Galéria, Pápa.

## Emlékezete
- 1993-ban Pápa Város Önkormányzata megnyitotta a Somogyi Galériát.
- 1994-ben Ásványráró Község Képviselőtestülete posztumusz díszpolgárrá fogadta
- 1996-ban Ásványráró Község iskolája az ő nevét veszi föl
- A Magyar Képzőművészeti Egyetem Tihanyi Művésztelepének névadója

(http://www.mke.hu/about/epuletek.php Archiválva 2013. június 19-i dátummal a Wayback Machine-ben)